# Riserva naturale di Manda
La riserva naturale di Manda (Manda Wilderness Reserve) è una riserva naturale del Mozambico, istituita negli anni novanta e gestita da una associazione apposita chiamata  Manda Wilderness Project. Si trova vicino all'estremità nordoccidentale del paese, nei pressi della cittadina di Cobue; ha un'area complessiva di 600 km², che comprende un tratto della costa orientale del Lago Malawi.
Nella si trovano diversi tipi di ambiente; boschi di acacia, pianure erbose tagliate da fiumi e ruscelli, e profonde gole rocciose. La fauna comprende diverse specie di antilopi, elefanti e numerose specie di uccelli. La parte costiera sul lago Malawi è sabbiosa, e viene chiamata nkwichi (nella lingua locale significa "sabbia che squittisce") a causa del particolare rumore che fa la sabbia quando viene calpestata. Nella riserva si trova un unico lodge, affacciato sul lago Malawi, il Manda Nkwichi Lodge.